# Узрок смрти не помињати
Узрок смрти не помињати је југословенски филм из 1968. године. Режирао га је Јован Живановић, а сценарио је написао Бранко В. Радичевић.

## Радња
Рат у Србији доноси смрт - масовна стрељања окупатора. Бојаџија у тузи и невољи хоће да помогне свом народу, да га снабде црнином. Али, нема довољно црнине за све, јер је смрт бржа од бојаџије. Бојаџија, верује у поштене намере свога кума - црноберзијанца, и дели, преко окупатора набављено, платно народу. Али народ у свом болу, не може да разликује добре од злих намера.

## Улоге
| Глумац                   | Улога               |
| ------------------------ | ------------------- |
| Беким Фехмију            | Михајло             |
| Оливера Катарина         | Марија              |
| Велимир Бата Живојиновић | Митар Димитријевић  |
| Олег Видов               | Немачки пуковник    |
| Павле Вуисић             | Јагош               |
| Илија Башић              | Црквењак            |
| Растислав Јовић          | Немачки снајпериста |
| Петар Лупа               |                     |
| Милорад Мајић            | Старац              |
| Бранко Милићевић         | Петар               |
| Никола Симић             | Фотограф            |
| Светолик Никачевић       | Бојаџија            |
| Душанка Тодоровић        | Ивана               |
| Љубица Тодоровић         |                     |
| Татјана Војиновић        |                     |